# ريتشارد بينيت
ريتشارد بينيت (بالإنجليزية: R. B. Bennett)‏ (3 يوليو 1870-26 يونيو 1947)، كان محاميًا ورجل أعمال وسياسيًا كنديًا شغل منصب رئيس وزراء كندا الحادي عشر منذ عام 1930 حتى عام 1935. قاد حزب المحافظين في كندا منذ عام 1927 حتى عام 1938.
وُلِد بينيت في هوبويل هيل في نيو برونزويك، ونشأ في مكان قريب في هوبويل كيب. درس القانون في جامعة دالهاوسي وتخرج منها في عام 1893، وانتقل في عام 1897 إلى كالغاري لتأسيس شركة محاماة بالشراكة مع جيمس لوغيد. خدم بينيت في الجمعية التشريعية للأقاليم الشمالية الغربية منذ عام 1898 حتى عام 1905، وفي المجلس التشريعي لألبرتا منذ عام 1909 حتى عام 1911. كان الزعيم الأول لحزب ألبرتا المحافظ منذ عام 1905، واستقال عند انتخابه لمجلس العموم الكندي في عام 1911 منذ عام 1920 حتى عام 1921. كان بينيت وزير العدل في عهد آرثر ميغن. شغل أيضًا منصب وزير المالية لفترة وجيزة في حكومة ميغن الثانية في عام 1926 لمدة تقل عن ثلاثة أشهر. استقال ميغن من قيادة حزب المحافظين بعد هزيمته في انتخابات عام 1926، وانتُخِب بينيت بديلًا له، فأصبح بينيت بذلك زعيم المعارضة.
أصبح بينيت رئيسًا للوزراء بعد انتخابات عام 1930، إذ فاز المحافظون بحكومة الأغلبية على الحزب الليبرالي التابع لويليام ليون ماكينزي كينغ. كان أول رئيس وزراء يمثل دائرة انتخابية في ألبرتا. تميزت رئاسة بينيت في المقام الأول بالكساد العظيم. حاول هو وحزبه في البداية مكافحة الأزمة بسياسات عدم التدخل، ولكنها لم تكن ذات تأثير كبير. فشل بينيت في تأسيس اتفاقية التجارة الحرة التفضيلية الإمبراطورية. زاد تدخل حكومة بينيت في محاولة لإعادة «الصفقة الجديدة» الشعبية التي أقرها فرانكلين روزفلت في الولايات المتحدة. أدى هذا التغيير إلى حدوث انقسام داخل صفوف المحافظين، واعتبره عامة الناس دليلًا على عدم الكفاءة. ترك بينيت إرثًا دائمًا تجسد بهيئة الإذاعة الكندية وبنك كندا، واعتبره خصومه السياسيون دورًا أساسيًا في التخفيف من أسوأ الآثار المحتملة للكساد الاقتصادي في كندا.
واجه بينيت هزيمة ساحقة في انتخابات عام 1935، وذلك مع عودة كينغ إلى السلطة. ظل بينيت زعيمًا لحزب المحافظين حتى عام 1938 بعد تقاعده في إنجلترا. أصبج فيكونت بينيت أول رئيس وزراء كندي كُرِّم برفعه إلى رتبة النبلاء. صُنِّف بينيت رئيس وزراء دون المتوسط بين المؤرخين والجمهور.

## العمل السياسي المبكر
انتُخِب بينيت لعضوية الجمعية التشريعية للأقاليم الشمالية الغربية في الانتخابات العامة لعام 1898؛ ومثل قيادة غرب كالغاري. أعيد انتخابه لولاية ثانية في عام 1902 كمستقل في الهيئة التشريعية للأقاليم الشمالية الغربية.
أصبح بينيت أول زعيم لحزب ألبرتا المحافظ في عام 1905، وذلك عندما تحولت ألبرتا من إقليم إلى مقاطعة. فاز بمقعد في المجلس التشريعي الإقليمي في عام 1909، وذلك قبل أن يستقيل وينتقل إلى السياسة الفيدرالية. انتُخِب عضوًا في مجلس العموم الكندي في عام 1911.
حاول بينيت في سن الرابعة والأربعين الدخول في الجيش الكندي عند اندلاع الحرب العالمية الأولى، ولكنه قوبل بالرفض لكونه غير لائق طبيًا. عُيِّن بينيت مديرًا عامًا لمجلس الخدمة الوطنية في عام 1916، والذي كان مسؤولًا عن تحديد عدد المجندين المحتملين في البلاد.
عارض بينيت، أثناء دعمه للمحافظين، اقتراح رئيس الوزراء روبرت بوردن لحكومة اتحاد تضم كلًا من المحافظين والليبراليين؛ وذلك خوفًا من أن يؤدي ذلك في النهاية إلى إلحاق الضرر بحزب المحافظين، وثبت لاحقًا صحة تحليله. لم يرشح نفسه لإعادة انتخابه أثناء حملته لمرشحي حزب المحافظين في الانتخابات الفيدرالية لعام 1917.

## وزير الحكومة، زعيم حزب المحافظين
عيّن خليفة بوردن، آرثر ميغن، بينيت وزيرًا للعدل في حكومته، التي اتجهت إلى الانتخابات الفيدرالية لعام 1921 التي هُزمت فيها كل من الحكومة وبينيت. فاز بينيت بمقعد كالغاري الغربية في الانتخابات الفيدرالية لعام 1925، وعاد إلى الحكومة كوزير للمالية في حكومة ميغن قصيرة الأمد في عام 1926. هُزمت الحكومة في الانتخابات الفيدرالية لعام 1926. تنحى ميغن عن منصب زعيم حزب المحافظين، وأصبح بينيت زعيم الحزب في عام 1927 في أول مؤتمر لقيادة المحافظين.
واجه زعيم المعارضة بينيت رئيس الوزراء الليبرالي الأكثر خبرة ويليام ليون ماكينزي كينغ في مناظرات العموم؛ واستغرق بعض الوقت لاكتساب خبرة كافية لعقد خبراته مع كينغ. أخطأ كينغ بشكل سيئ في عام 1930 عندما أدلى بالكثير من التصريحات الحزبية ردًا على انتقادات بشأن طريقة تعامله مع الانكماش الاقتصادي، الذي كان يضرب كندا بشدة. كان أسوأ خطأ ارتكبه كينغ في قوله :«لن أعطي حكومات المقاطعات المحافظة قطعة الخمسة سنتات!». أعطى هذا الخطأ الجسيم، الذي حظي بتغطية إعلامية واسعة، بينيت الفرصة المطلوبة لمهاجمة كينغ، وهو ما فعله بنجاح في الحملة الانتخابية التي أعقبت ذلك.

## التقاعد ومجلس اللوردات والموت
تقاعد بينيت إلى بريطانيا في عام 1938، وأصبح في 12 يونيو عام 1941 أول رئيس وزراء كندي سابق والوحيد الذي حصل على ترقية إلى رتبة النبلاء؛ مثل فيكونت بينيت لقرية ميكلهام في مقاطعة سري وكالغاري وهوبويل في دومينينيون كندا. كان هذا التكريم الذي منحه رئيس الوزراء البريطاني ونستون تشرشل تقديرًا لعمل بينيت القيم غير المدفوع الأجر في وزارة إنتاج الطائرات، والتي أدارها صديقه القديم اللورد بيفربروك. لعب بينيت دورًا نشطًا في مجلس اللوردات، واستمر في حضور اجتماعات المجلس حتى وفاته.
أدى اهتمام بينيت في زيادة الوعي العام وإمكانية الوصول إلى السجلات التاريخية لكندا إلى استلامه منصب نائب رئيس جمعية شامبلان منذ عام 1933 حتى وفاته.
توفي بعد إصابته بنوبة قلبية أثناء الاستحمام في 26 يونيو عام 1947 في ميكلهام. كان ذلك قبل أسبوع من عيد ميلاده السابع والسبعين. دُفِن هناك في كنيسة القديس ميخائيل في ميكلهام. كانت المقبرة، وحكومة كندا بالخارج، على بعد خطوات من الأبواب الأمامية للكنيسة. كان بينيت رئيس الوزراء الكندي السابق والوحيد المتوفى الذي لم يُدفن في كندا. لم يتزوج بينيت، فخلفه أبناء أخيه ويليام هيريدج جونيور، وروبرت كوتس، وشقيقه رونالد في. بينيت. انقرض لقب الفيكونتية بعد وفاته.

## مناصب
تولى منصب رئيس وزراء كندا (7 أغسطس 1930–23 أكتوبر 1935)، وعضو مجلس العموم الكندي، وعضو الجمعية التشريعية لمقاطعة ألبرتا.

## التعليم
تعلم في جامعة دالهاوسي.

## روابط خارجية
- ريتشارد بينيت على موقع الموسوعة البريطانية (الإنجليزية)
- ريتشارد بينيت على موقع إن إن دي بي (الإنجليزية)